# جغرافيا أنغولا
| \| \|                           |                      |
| القارة                          | أفريقيا              |
| المنطقة                         | جنوب أفريقيا         |
| إحداثيات جغرافية                | 12°30′S 18°30′E      |
| المساحة                         | 1,246,700 كم² (22)   |
| الشريط الساحلي                  | 1,600 كم             |
| الحدود الأرضية                  | 5,198 كم             |
| الدول المجاورة وطول الحدود معها |                      |
| أعلى نقطة                       | 2,620 جبل موكو       |
| أدنى نقطة                       | 0 متر المحيط الأطلسي |
| فرق التوقيت                     |                      |
|                                 |                      |

جغرافيا أنغولا تقع أنغولا على الساحل الغربي المطل على المحيط الأطلسي بين جنوب أفريقيا ونامبيا وجمهورية الكونغو.

## الحيوانات والنباتات
وتشمل الحيوانات كل من الأسد النمر، الفهد، الفيل، الزرافة، وحيد القرن وفرس النهر والجاموس وحمار وحشي وكودو وأنواع عديدة أخرى من الغزلان والنعام والتماسيح. كانت أنغولا موئلًا للكلاب البرية الأفريقية المهددة بالانقراض، وقد إنقرضت في البلاد، الناجمة عن الأنشطة البشرية خلال الفترة 1965-1991. وهناك أنواع من الأسماك مثل بربل والدنيس والسمك الأفريقي الأصفر.

## الانهار
الغطاء النباتي السائد هو السافانا في غالبية أرجاءالبلاد،
ويخترق الهضبة شبكة من الأنهار التي يصب بعضها مباشرة في المحيط الأطلسي
كأنهار، نهر كونين،ونهر كوفو، ونهر لونغا، ونهر كوانزا، والبعض
الآخر يشكل روافد لـنهر الكونغو وروافده كاساي، أو نهر الزامبيزي الذي
يجمع مياه الجزء الجنوبي الشرقي من انغولا ولقد اقيمت السدود على الأنهار ، خاصة
نهر كونين، و نهر كوانزا، من أجل الري.

## المناخ
مناخ انغولا مداري مطير في الشمال وجاف في الجنوب، ففي الساحل تهطل
أمطار سنوية مقدارها 508 م في الطرف الشمالي، 280 م عند لواندا
في الوسط تقريباً، لتتدنى إلى قرابة 25 م عند موساميدس، أما في
الداخل فالأمطار أكثر، فهي في الشمال بحدود 1270 م وفي الجنوب حيث
هضبة بيهي فان الأمطار تنخفض إلى 635 م، والحرارة ليست مرتفعة
في الهضبة بسبب الارتفاع، كما أنها ليست مرتفعة عند الساحل نتيجة
تأثير تيار بنغويلا البارد، ذلك أن المتوسط السنوي لحرارة عند موساميدس
يعادل 26° م، علماًأنها تقع على خط عرض 15 جنوباً، وهذا بالمقارنة مع درجة
الحرارة السنوية المتوسطة في موزمبيق الواقعة على نفس خط العرض والبالغة 26° م.

## الثروة الزراعية
وأهم الزراعات تتركز في النصف الغربي من البلاد، فاالقطن والكاكاو وزيت النخيل
تسود زراعتهم في المنخفضات الوسطى والشمالية، في حين تربى الماشية ويزرع جوز الهند
والذرة والقطن في الهضبة الوسطى الجنوبية، ويشاهد البن في الأجزاء الشمالية والوسطى
القليلة الارتفاع. وتنتشر زراعة قصب السكر في منطقة السهل الساحلي حول لواندا.

## المعادن
وتستخرج مجموعة من المعادن الهامة، مثل الألماس من مناجم كاساي في الشمال الشرقي
( قرابة 500 قيراط في عام 1974، انخفض إلى 165 قيراط في عام 1976 ) كما يستخرج المنغنيز
والحديد والفوسفات والنحاس من شمال خط حديد لوبيتو العابر شرقاً لأنغولا،
ومن على جانبي خط حديد موساميدس، سيربابوينت،